# 精神科学における歴史的世界の構成
『精神科学における歴史的世界の構成』(Der Aufbau der geschichtlichen Welt in den Geisteswissenschaften)とは1910年にドイツの哲学者ヴィルヘルム・ディルタイにより発表された哲学の研究である。
1833年にドイツに生まれたディルタイは1910年1月20日にプロイセン学士院の総会で本書『精神科学における歴史的世界の構成』を発表し、同年に学士院発行の論文集に収録された。現在では『ディルタイ全集』の第7巻に『精神科学の基礎付けのための研究』と『精神科学における歴史的世界の構造への追補』の論文とともに収録されている。この論文ではディルタイは生の哲学の立場に立脚した歴史的な認識のあり方を研究している。ジンメルが示した生の哲学とは異なり、ディルタイの議論には歴史主義的な実在論の特徴があり、この実在論がディルタイの生の哲学の主張と結びついている。
ディルタイは精神科学が自然科学と比べて異なる方法論が確立されていることに注目する。歴史学、経済学、法学、国家学、宗教学、文学、詩学、美術、音楽学、哲学、心理学の研究が精神科学に含まれるが、これらはいずれも人間に関する研究であり、さらに人間を物理的な側面と心理的な側面を区別せずに研究している。人間の精神は態度や言葉によって表現され、また制度や施設により客観的に表現されていると見なす。精神科学は自然科学が人間を客観的な対象として客体的な法則を考察するために精神科学は精神の内部に関する経験に基づいて精神的な諸要素やその関連を研究することに意義がある。つまり精神科学における対象とは生の経験であり、自然科学の対象が認識作用によって把握される一方で、精神科学は理解作用によって対象を把握する。このような精神科学の方法は18世紀から19世紀にかけて自然科学の発達に後続して発達したものである。
精神科学の観点からディルタイは世界の構造を明らかにすることを試みる。対象を把握する上で比較や分離、結合を通じて直接的な意識にまで高め、解明することが必要である。そしてその対象に同化しようとする意図を持つ。このような思考によりもたらされる判断は潜在的な含意を明らかにし、対象の間に成立している諸関係を捉える包括的な関係である空間、音や数など関係が発生する。そして最終的には諸関係が統一されることで世界という概念が発生すると論じる。このような精神科学の方法を生に適用することが可能であり、生の経験内容が外界に表現されたものを考察することができる。経験、表現そして理解は精神科学に不可欠な要素であり、またその中心には常に生と生の経験者である私との関係性がある。そして個々人の経験には一定の共通性が存在することを前提とし、樹木の分布や道路の家々、職人の道具や裁判所の判決など世界における変化は具体的な生の表現として捉えることができる。精神科学の妥当性はこのような世界によって保障されていることをディルタイは論じている。

## 文献
- Der Aufbau der geschichtlichen Welt in den Geisteswissenschaften (1910)